# Атабаска (езеро)
Езерото Атабаска (на английски: Lake Athabasca) е най-голямото езеро в канадските провинции Саскачеуан и Алберта.  Около ⅔ (централната и източната част) от езерото попада в северозападната част на провинция Саскачеуан, а останалата ⅓ (западната част) североизточната част на провинция Алберта. 

## География
Площта му, заедно с островите в него е 7935 km2, която му отрежда 8-о място сред езерата в Канада. Площта само на водното огледало без островите е 7849 km2.
Езерото Атабаска има дължина от запад на изток 283 km, а максималната му ширина е 50 km. Обемът на водната маса е 204 km3. Площта на водосборния му басейн е 274 540 km2, като в езерото се вливат множество реки, по-големи от които са Атабаска, Макфарлин, Фон дьо Лак, Колин и др, но изтича само една – Робска река, вливаща се в Голямото Робско езеро. Имената на последните (Слейв) произлизат от това на местното местното индианско племе слейви.
Надморската височина на езерото е 213 m. Средна дълбочина - 20 m, а максимална – 124 m.
За разлика от повечето канадски езера, които са със силно разчленена брегова линия, бреговете на Атабаска са сравнително слабо разчленени (с малко извивки) с дължина от около 1900 km. По-големите острови са Гроус, Лонг, Стюарт, Бустард, Бърнтууд и др. с обща площ от 86 km2.
От края на октомври – началото на ноември до края на юни е покрито с дебела ледена кора. През краткия летен сезон Атабаска е обект на любителски риболов, тъй като езерото е богато на различни видове риба - общо 23 вида.

## История
Езерото е открито през 1778 г. от канадския търговец на ценни животински кожи Питър Понд, служител на „Северозападната компания“.
На картата от 1790 г., издадена от Питър Фидлър, езерото е записано под името Голяма Арабуска. На издадената през 1801 г. карта вече е под името Атапаскоу, а на картата на Джордж Симпсън (1786/87-1860) от 1820 г. е записано под сегашното си име.
Бреговете на езерото са слабо заселени (19.-21. век). Има само няколко малки селища – Форт Чипевайн (на западния бряг, при изтичането на Робска река), Портидж и Ураниум Сити (на северното крайбрежие, от 1980 г. миньорското селище Ураниум Сити е изоставено), Фон дьо Лак (на източния бряг) и Олд Форд (на южния бряг), но като цяло бреговете му са безлюдни.
Покрай южните брегове на езерото се намират най-северно разположените в света подвижни пясъчни дюни, за опазването на които през 1992 г. е създаден провинциалния парк „Уилдърнес“. 